# Magnus Myhre
Magnus Tuv Myhre (15 de junio de 2000) es un deportista noruego que compite en atletismo, especialista en las carreras de fondo y de campo a través. Ganó una medalla de plata en el Campeonato Europeo de Campo a Través de 2023, en la prueba individual.

## Palmarés internacional
| \| Campeonato Europeo \| Campeonato Europeo \| Campeonato Europeo \| Campeonato Europeo \| \| Año \| Lugar \| Medalla \| Prueba \| \| ------------------ \| ------------------ \| ------------------ \| ------------------ \| \| 2023 \| Bruselas (Bélgica) \| Medalla de plata \| Individual \| |                    |                  |            |
| Campeonato Europeo |                    |                  |            |
| Año | Lugar              | Medalla          | Prueba     |
| 2023 | Bruselas (Bélgica) | Medalla de plata | Individual |